# Sumberjo (Purwoasri)
Sumberjo is een bestuurslaag in het regentschap Kediri van de provincie Oost-Java, Indonesië. Sumberjo telt 2821 inwoners (volkstelling 2010).